# Das Dorf ohne Moral
Das Dorf ohne Moral ist ein österreichisches Filmlustspiel aus dem Jahre 1960. Unter der Regie von Rudolf Zehetgruber spielen die bewährten Filmkomiker Paul Löwinger, Franz Muxeneder und Gunther Philipp die Hauptrollen.

## Handlung
Handlungsort ist das verschlafene Alpendorf Groß Birnbach. Der alte Großbauer Gschwendner ist gestorben und hat ein Testament hinterlassen, mit dem er selbst post mortem seinen etwas einfältigen Sohn Korbinian ordentlich ärgern möchte. Sollte der Filius nicht bis zur Vollendung seines 45. Lebensjahres verheiratet und mit mindestens einem Kind gesegnet sein, so fällt der Hof an den nächsten Verwandten, den Wurmlinger-Kasimir, einem Neffen des alten Gschwendner. Nun heißt es, sich ranhalten, denn die 45 Jahre hat Korbinian fast erreicht, und eine Braut, geschweige denn ein eigens gezeugtes Kind, ist nicht in Sicht.
In der Not gibt Korbinian das uneheliche Kind seiner Magd Vroni als das seine aus. Das ist dem Wurmlinger nicht geheuer, und er wittert sofort Erbschleicherei. Nach allerlei Verwicklungen und moralischen Entrüstungen im „Dorf ohne Moral“ stellt sich heraus, dass Korbinians Knecht Sepp irgendwann einmal mit der Vroni ins Heu gehuscht ist und dadurch Vater des Kindes wurde. Erst aber als klar wird, dass Korbinian zugleich Vater des Seppen ist und er damit schon seit langem einen Sohn hatte (von dem er offensichtlich nichts wusste), kann er auch ganz legal das väterliche Erbe antreten, und der Wurmlinger ist angeschmiert.

## Produktionsnotizen
Das Dorf ohne Moral wurde am 16. Dezember 1960 in Österreich uraufgeführt. Die deutsche Erstaufführung war am 3. Februar 1961.
Rudolf Zehetgruber gab hiermit sein Regiedebüt. Die Filmbauten entwarf Nino Borghi. Michael Epp war Kameraassistent.

## Kritiken
Paimann’s Filmlisten resümierte: „In einer xmal abgewandelten Handlung mit typisierten Figuren können deren Darsteller blödeln, aber mit System, so daß der […] photographisch nicht immer ganz scharfe Streifen […] für das breite Publikum […] ganz erheiternd ist.“

„Billiger Dorfschwank mit abgegriffenen Witzen.“